# Championnats d'Asie juniors d'athlétisme 2004
Navigation
2002 2006
Les 11es Championnats d'Asie juniors d'athlétisme ont eu lieu du 12 au 15 juin 2004 à Ipoh, en Malaisie.

## Podiums

### Hommes
| Épreuve | Or                                  | Or             | Argent                            | Argent         | Bronze                               | Bronze         |
| --- | ----------------------------------- | -------------- | --------------------------------- | -------------- | ------------------------------------ | -------------- |
| 100 m (Vent : -0,3 m/s) | Yahya al-Gahes Arabie saoudite      | 10 s 40        | Yahya Ibrahim Arabie saoudite     | 10 s 53        | Guo Fan Chine                        | 10 s 66        |
| 200 m (Vent : ) | Mohamed Al-Rasheedi Brunei          | 21 s 16        | Surinder Singh Inde               | 21 s 27        | Musa Al-Housaoui Arabie saoudite     | 21 s 36        |
| 400 m | Mohammed al-Salhi Arabie saoudite   | 46 s 35        | Manoi Pushpa Kumara Sri Lanka     | 46 s 56        | Mohamed Moussa Qatar                 | 47 s 72        |
| 800 m | Salem Amer Al-Badri Qatar           | 1 min 50 s 52  | Majed Saeed Sultan Qatar          | 1 min 51 s 34  | Musa Nasser Al-Asiri Arabie saoudite | 1 min 52 s 02  |
| 1 500 m | Sultan Khamis Zaman Qatar           | 3 min 50 s 99  | Majed Saeed Sultan Qatar          | 3 min 52 s 44  | Pritam Bind Inde                     | 3 min 53 s 62  |
| 5 000 m | Moustafa Ahmed Shebto Qatar         | 14 min 14 s 65 | Naser Jamal Naser Qatar           | 14 min 39 s 26 | Chen Mingfu Chine                    | 14 min 43 s 52 |
| 10 000 m | Musa Amer Obaid Qatar               | 30 min 31 s 22 | Naser Jamal Naser Qatar           | 31 min 16 s 25 | Chen Mingfu Chine                    | 31 min 30 s 93 |
| 110 m haies (Vent : -1,6 m/s) | Mubarak Al-Mabadi Arabie saoudite   | 14 s 21        | Kuo Hung-yi Taipei chinois        | 14 s 45        | Tomoki Nakamura Japon                | 14 s 54        |
| 400 m haies | Ibrahim Al-Hamaidi Arabie saoudite  | 50 s 43        | Mohamed Daak Arabie saoudite      | 52 s 69        | Wanchai Glinkajorn Thaïlande         | 53 s 04        |
| 3 000 m steeple | Musa Amer Obaid Qatar               | 8 min 33 s 39  | Moustafa Ahmed Shebto Qatar       | 8 min 39 s 66  | Ali Al-Amri Arabie saoudite          | 9 min 04 s 39  |
| 4 × 100 m | Thaïlande                           | 40 s 30        | Arabie saoudite                   | 40 s 54        | Chine                                | 40 s 64        |
| 4 × 400 m | Arabie saoudite                     | 3 min 09 s 02  | Inde                              | 3 min 13 s 99  | Thaïlande                            | 3 min 14 s 52  |
| 10 000 m marche | Li Jianbo Chine                     | 42 min 43 s 08 | Kim Hyun-sub Corée du Sud         | 42 min 49 s 80 | Gong Jiancheng Chine                 | 43 min 06 s 13 |
| Saut en hauteur | Liu Yang Chine                      | 2,23 m         | Hu Tong Chine                     | 2,19 m         | Wu Cheng-Hung Taipei chinois         | 2,08 m         |
| Saut à la perche | Masato Hodotsuka Japon              | 5,05 m         | Zhao Yu Chine                     | 4,90 m         | Shungo Shimizu Japon                 | 4,75 m         |
| Saut en longueur | Koilparambil Clinton Inde           | 7,57 m         | Wang Minsheng Chine               | 7,50 m         | Ko Dae-Young Corée du Sud            | 7,36 m         |
| Triple saut | Mohamed Al-Majrashi Arabie saoudite | 16,25 m        | Artyom Lobachev Ouzbékistan       | 15,86 m        | Azmy Suleiman Qatar                  | 15,70 m        |
| Lancer du poids (6 kg) | Seyed Mehdi Shahrokhi Iran          | 19,99 m        | Sun Ke Chine                      | 19,58 m        | Said Al-Yami Arabie saoudite         | 18,47 m        |
| Lancer du disque (1,750 kg) | Ehsan Haddadi Iran                  | 62,24 m        | Sultan Al-Dawoodi Arabie saoudite | 59,33 m        | Liu Jian Chine                       | 57,64 m        |
| Lancer du marteau (6 kg) | Zhao Yihai Chine                    | 72,81 m        | Lin Ming-Chien Taipei chinois     | 70,22 m        | Madhu Kumar Inde                     | 65,25 m        |
| Lancer du javelot | Lin Heng-Chi Taipei chinois         | 67,73 m        | Tsubasa Imamiya Japon             | 67,62 m        | Gurkirat Singh Inde                  | 67,22 m        |
| Décathlon (junior) | Yu Bin Chine                        | 7 713 pts      | Mashari Al-Mubarak Koweït         | 6 671 pts      | Sahar Sazari Malaisie                | 6 584 pts      |
| Records et Performances - AR : Record continental (area record) - CR : Record des championnats (championship record) - MR : Record du meeting (meet record) - NR : Record national (national record) - OR : Record olympique (olympic record) - PR : Record paralympique (paralympic record) - PB : Record personnel (personal best) - SB : Meilleure performance personnelle de la saison (season's best) - WL : Meilleure performance mondiale de l'année (world leader) - WJR : Record du monde junior (world junior record) - WR : Record du monde (world record) Circonstances et Conditions - DNF : N'a pas terminé (did not finish) - DNS : N'a pas pris le départ (did not start) - DQ : Disqualification (disqualification) - NM : Aucun essai valable enregistré (No Mark) - Q : Qualifié « directement » au prochain tour (ou à la prochaine compétition), lors d'une compétition majeure, grâce au classement ou à la réalisation des minima (automatic qualifier) - q : Qualifié au prochain tour (ou à la prochaine compétition), lors d'une compétition majeure, grâce au repêchage ou à la réalisation de l'une des meilleures performances parmi celles des « non qualifiés directement » (grâce au meilleur temps ou à la meilleure distance par exemple) (secondary qualifier) |                                     |                |                                   |                |                                      |                |

## Source
- (en) Cet article est partiellement ou en totalité issu de l’article de Wikipédia en anglais intitulé « 2004 Asian Junior Athletics Championships » (voir la liste des auteurs).